# グ・スーヨン
グ・スーヨン（具 秀然、1961年1月3日 - ）は、日本で活動する韓国国籍のCMディレクター、映画監督、小説家、作詞家。

## 来歴・人物
山口県下関市生まれの在日韓国人二世。株式会社デルタモンドから株式会社サン・アドに移り、26歳でディレクターデビュー。
1994年にGOO TV CAMPANY ltd.設立。
2001年に『ハードロマンチッカー』で小説家デビュー。
2003年の『偶然にも最悪な少年』で映画初監督。
長編映画3作目となる『ハードロマンチッカー』が2011年10月に第24回東京国際映画祭で上映され、同年11月に公開された。

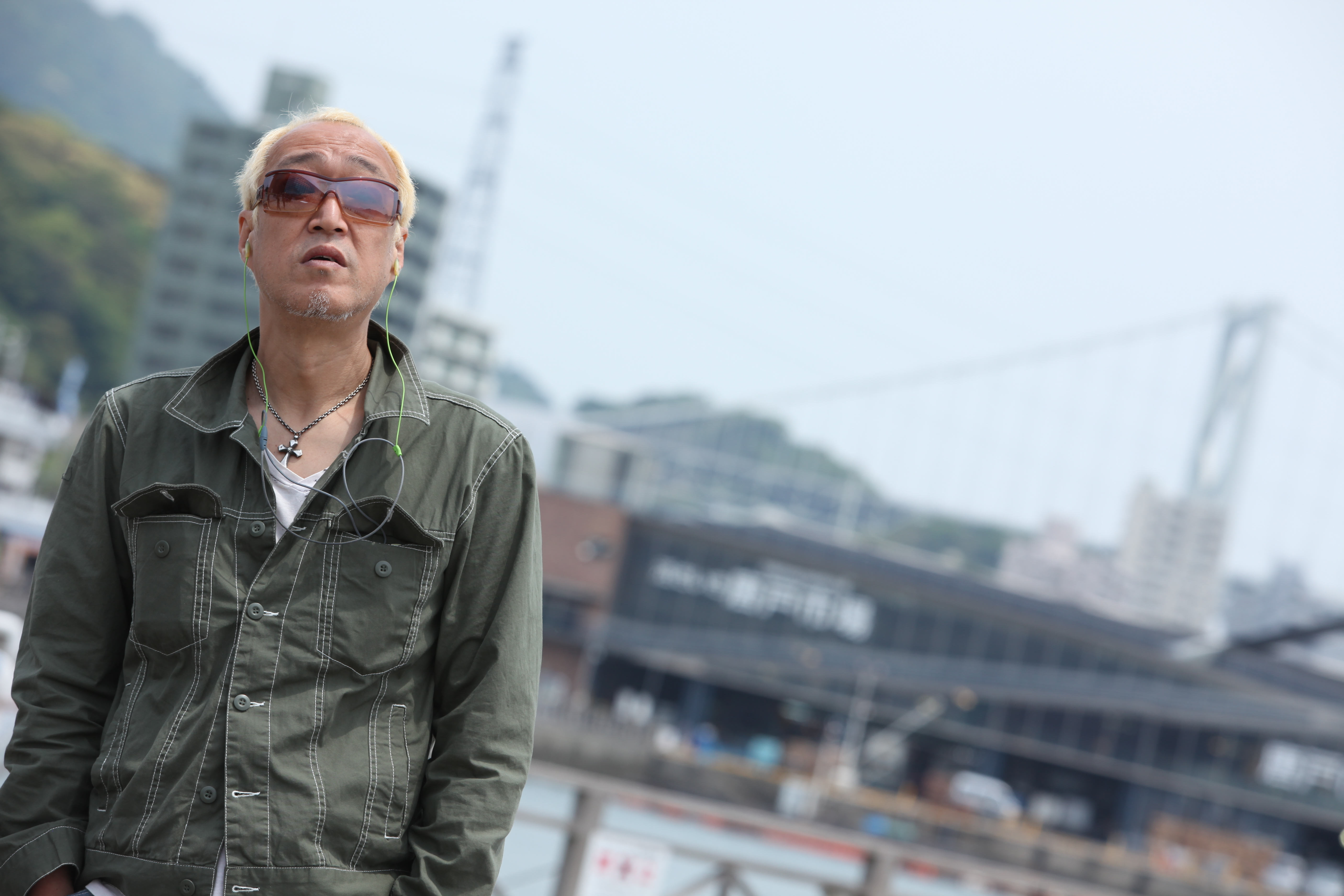
2011年

## 監督作品

### 映画
- 偶然にも最悪な少年（2003年）
- The焼肉ムービー プルコギ（2007年）
- ハードロマンチッカー（2011年）
- 巫女っちゃけん。（2018年）

### CM
- TBC「私脱いでもすごいんです」
- サントリーモルツ（ケビン・コスナー）
- コンパック「パソコンできない人は亡びる」
- HONDAオルティア （ジャン・レノ）
- SONYハンディカム「だって8時間だもん」
- カルピスウォーター「カルピスウォーターは好きですか？」（内田有紀）
- ライフカード（金城武）
- カーセンサー「ピンキリ」（優香、加藤晴彦）
- サントリー ビタミンウォーター「何飲もっかなぁ」（菅野美穂）
- 資生堂メンズスタイリングムース （永瀬正敏）
- 資生堂ジェレイド（ウルフルズ、堂本剛）
- 雪国まいたけ（郷ひろみ）
- ポッカコーヒー「あきらめましょう」（華原朋美、伊藤蘭、川村亜紀）
- LYCOS（金城武）
- ピザーラ（柳沢慎吾）
- カークエスト ラビット（所ジョージ）
- ダイナブック (東芝)（福山雅治）
- オリックス・クレジット 「やばっグッときた」（篠原涼子）
- 関西J-PHONE「ありえない」
- IBM e-business

### ドラマ
- ジロチョー 清水の次郎長維新伝（2010年1月13日、テレビ東京）

### MV
- 槇原敬之「どうしようもない僕に天使が降りてきた」「SPY」
- 内田有紀「baby's growing up」
- ウルフルズ「まかせなさい」
- Char「SMOKY」

## 書籍
- ハードロマンチッカー(2001年3月)
- 偶然にも最悪な少年(2002年6月)
- ハードロマンチッカー 外伝(2011年10月)

## 作詞した主な提供楽曲
- 華原朋美

『あきらめましょう』
- 内田有紀

『追いかけてくる月』
『非常階段で踊る』
『地球が泣いている』
『鳥かごの中の僕』
『泣きたくなる』
『夢を見させて』
『流れ星』
『キスをした』
『天の川』
『プレゼント』
『信号』
『好きになれ』
- RAG FAIR

『ハレルヤ』
『Old Fashioned Love Song』
- INSPi

『咲桜～さくら～』
『ちっぽけなボクにできること』
『伝えられなかったLOVE STORY』
- 林明日香

『母』
『お願い』
- 田原俊彦

『DO-YO』

## 出演

### テレビ
- テレビ朝日ドキュメント「21世紀への伝言」(1999年 テレビ朝日)
- 情熱大陸(1999年 MBS制作・TBS系列)
- えびす温泉　レギュラー審査員(1998年 テレビ朝日)
- チバテレビ「グッドピープル～つくるをつたえる～」(2013年～)[8]

### 映画
- 電エース下関(2015年)
- 陽光桜-YOKO THE CHERRY BLOSSOM-(2015年)

### ラジオ
- 接続したくない人たち（2012年 - 、ベイエフエム）[9]
- THE WISE FOOL SHOW（2018年 - 、J-WAVE）[10]

### タクシーチャンネル
- グとハナはおともだち(2010年 - )[11]

## 声の出演

### テレビアニメ
- TOKYO MX「接続無用」 らい蔵役 (2014年12月3日～)[12]

### ゲーム
- iPhoneゲーム「農業無用」 らい蔵役 (2015年3月24日～)[13]
- Androidゲーム「農業無用」 らい蔵役 (2015年3月24日～)[14]